# Carta al padre
Carta al padre (en alemán Brief an den Vater) es el nombre dado comúnmente a la carta que Franz Kafka escribió a su padre Hermann en noviembre de 1919, criticándolo por su conducta emocionalmente abusiva e hipócrita hacia él. Fue publicada póstumamente (al igual que la mayoría de los escritos de Kafka), en 1952. El texto resulta de vital importancia para comprender la relación de Kafka con su padre, aspecto elemental en la biografía del autor.

## Historia
Después de que Franz Kafka conoció a Julie Wohryzeck durante una estancia en un spa en Schelesen, Bohemia (actual Želízy) en enero de 1919 y se comprometió con ella unos meses más tarde, su padre reaccionó con enojo ante sus nuevos e inapropiados planes de matrimonio. Se cree que esto impulsó a Kafka a escribir la carta entre el 10 y el 13 de noviembre de 1919. La boda estaba inicialmente prevista para noviembre, pero no se llevó a cabo. La razón principal fue la búsqueda infructuosa de un apartamento.
Según Max Brod, Kafka le dio la carta a su madre para que la hiciera llegar a su padre. Sin embargo, ella nunca entregó la carta. La carta original constaba de unas 103 páginas manuscritas. Kafka la reescribió varias veces (tardó dos semanas en acabarla) e incluso mandó que la pasaran a máquina. La versión mecanografiada fue de 45 páginas.
Kafka esperaba que la carta acortara la distancia creciente entre él y su padre, aunque en ella proporcione una crítica aguda de ambos:

Querido padre:
Hace poco tiempo me preguntaste por qué te tengo tanto miedo. Como siempre, no supe qué contestar, en parte por ese miedo que me provocas, y en parte porque son demasiados los detalles que lo fundamentan, muchos más de los que podría expresar cuando hablo.
Sé que este intento de contestarte por escrito resultará muy incompleto.
Kafka, Franz. Carta al padre. Buenos Aires: Gradifco, 2008, 17.

## En la cultura popular
- El cantautor español Enrique Bunbury, tomó esto como inspiración para la canción "La Carta" de Héroes del Silencio.[cita requerida]

## Explicación literaria
En esta carta se analizan distintos puntos entre la relación de Kafka y su padre, retomando los temas tratados en sus novelas, lo que nos permite ver con más claridad la mezcla entre ficción y biografía de su bibliografía. Aunque aquí no vemos sus características alegorías o metáforas, Kafka no se sirve del Gregorio Samsa de La Metamorfosis, del Georg Bendemann de La Condena, o de Joseph K. de El Proceso, siendo estos personajes extraordinariamente parecidos a él, que narran su situación familiar, y conforman el tema principal de su novela: “Mi escritura trataba de ti, allí sólo me quejaba de aquello que no podía quejarme sobre tu pecho”. 
A pesar de llevar el tema desde distintas perspectivas, como pueden ser el miedo, la rabia o la culpa, no es solo una carta inocente usada para el desahogo, mantiene una estructura por temas:
Comienza con una descripción de ambos, el padre siendo determinado, perseverante, severo, con espíritu de conquista etc. Todos atributos, como diría el autor, de la rama paterna, aunque termina mostrándonos a un padre muy próximo a la divinidad: “Lo que me gritabas era mandamiento celestial”,  “Tus palabras y juicios, como si no tuvieras idea de tu poder”,  “Tú eras para mí la medida de todas las cosas”; Tras esto pasa a describirse a sí mismo como alguien débil, falto de autoestima, hipersensible, que no termina nada etc. Considerándose a sí mismo un Löwy, mostrando a lo largo de la obra su inferioridad: “El asunto sobrepasa con mucho mi memoria y mi inteligencia”, “Yo, el esclavo”, “Bicho”.
Una vez presentados los personajes pasa a usar una técnica muy kafkiana, la cual consta de presentar un tema desde todas las perspectivas posibles, así Kafka avanza con la tesis dando un paso hacia adelante, y a su vez contradiciéndose con su antítesis, tomando otra visión, y continuando así sin llegar a conclusión alguna. Por esto vemos como en esta parte trata a su padre en momentos como una figura casi bondadosa, y contradiciéndose después, un ejemplo muy claro es cuando nombra su risa maliciosa para después alegar: “Tienes una forma de reír especialmente bonita”. A su vez nombra la infancia de su padre casi de manera justificativa, como si viera a su padre como él, un niño desgraciado que solo necesitaba cariño y ha optado por la negación: “Tú sólo puedes tratar a un niño tal y como tú has sido educado, con fuerza, ruido y cólera”, aunque, como he explicado antes, retrayéndose: “No todo niño tiene la perseverancia y la intrepidez de buscar hasta llegar a la bondad”.
Se mantiene yendo hacia delante y hacia atrás describiendo su infancia, y los métodos humillantes de su padre, llegando hasta sus hermanas y su madre (la cual no sale bien parada, pero inmediatamente justifica). Sigue La Carta al Padre tratando diversos temas: el despertar de la sexualidad del autor y el trauma que le supuso un consejo del padre, la actitud de este, jovial y relajada, cuando no está con su familia, haciendo un paralelismo con el tirano que no necesita afirmar su poder cuando está lejos de su territorio, la elección de la carrera universitaria de Franz. En todos ellos tenemos la impresión de que el resentimiento (amor/odio) es tal entre ambos, que haga lo que haga cualquiera de ellos, estará mal hecho.
Todo esto tratado desde la perspectiva de un Kafka ya adulto (36 años), pero el miedo a su padre sigue estando presente, dándonos a entender que, el Hijo no tiene salvación. Estamos otra vez en el principio, o en el final, del eterno círculo vicioso kafkiano. 